# Matteo Pessina
Matteo Pessina (Monza, 21 aprile 1997) è un calciatore italiano, centrocampista del Monza, di cui è capitano. Con la nazionale italiana è stato campione d'Europa nel 2021.

## Caratteristiche tecniche
Di ruolo centrocampista centrale, può giocare anche da trequartista. Di piede sinistro, ha una buona tecnica individuale ed è molto abile negli inserimenti in fase offensiva. Abile nei movimenti senza palla, si distingue anche per i suoi rientri in fase difensiva.

## Carriera

### Club

#### Inizi al Monza
Inizia a giocare nel settore giovanile del Monza, dove rimane fino al 2015; nella stagione 2014-2015 viene aggregato stabilmente alla prima squadra: esordisce tra i professionisti il 6 gennaio 2015, realizzando anche una rete, contro la Pro Patria; concluderà la stagione segnando 3 reti in 20 presenze (grazie alle quali è il giocatore con più presenze in stagione nella sua squadra) nel campionato di Lega Pro, a cui aggiunge altre 3 reti in 2 presenze nei play-out, vinti contro il Pordenone.

#### Passaggio al Milan e prestiti
Nonostante la salvezza, in estate il club brianzolo è costretto a ripartire dalla Serie D a causa di un fallimento e Pessina passa al Milan per 30 000 euro, cifra che consente ai curatori fallimentari di pagare gli stipendi dei dipendenti; nella stessa sessione di calciomercato il club rossonero lo cede in prestito al Lecce, società di Lega Pro.
Con i salentini, nel corso della stagione 2015-2016, viene impiegato con scarsa frequenza: totalizza solamente una presenza in Coppa Italia Lega Pro e 3 presenze in campionato; anche per questo motivo, nel gennaio del 2016 il prestito viene interrotto e il giocatore viene ceduto, sempre con la formula del prestito, al Catania. Anche in Sicilia continua a venire impiegato con poca frequenza: nella seconda parte della stagione gioca infatti solo un'ulteriore partita di campionato.
Nell'estate del 2016 viene ceduto nuovamente in prestito, questa volta al Como: con la squadra lariana gioca stabilmente da titolare, disputando nel corso della stagione 2 partite in Coppa Italia, 3 partite in Coppa Italia Lega Pro, 35 partite in campionato (con 9 gol segnati) ed una partita nei play-off.

#### Passaggio all'Atalanta e prestito allo Spezia
Il 7 luglio 2017, contestualmente alla cessione di Andrea Conti al Milan, Pessina viene ceduto all'Atalanta come contropartita tecnica. Il 25 agosto 2017 passa allo Spezia con la formula del prestito. Il 23 febbraio 2018 realizza la sua prima rete in Serie B sbloccando la partita contro la Salernitana. Al termine della stagione, nella quale ha complessivamente realizzato 2 reti in 38 presenze, è stato eletto "miglior giovane della serie B" in occasione del "Gran Galà Top 11" della Serie B.

#### Atalanta e prestito al Verona
Nell'estate del 2018 torna all'Atalanta; esordisce con i bergamaschi il 26 luglio del medesimo anno, giocando da titolare la partita di andata del secondo turno preliminare di Europa League pareggiata per 2-2 in casa contro i bosniaci del Sarajevo; si tratta inoltre del suo esordio assoluto nelle competizioni UEFA per club. Esordisce in Serie A il 20 agosto 2018, a 21 anni, subentrando al posto di Mario Pašalić nel secondo tempo della partita della prima giornata di campionato vinta 4-0 in casa contro il Frosinone. Colleziona 19 presenze stagionali, di cui 5 nei turni preliminari di Europa League e 2 in Coppa Italia.
Il 27 agosto 2019 è ceduto in prestito annuale al Verona, club neopromosso in Serie A. Al debutto, 6 giorni dopo, segna il suo primo gol in carriera in Serie A, realizzando la rete decisiva per la vittoria in casa del Lecce, nella gara valida per la seconda giornata di campionato. Chiude la stagione con 7 reti in 35 presenze in campionato.

#### Ritorno all'Atalanta
Terminato il prestito, fa ritorno all'Atalanta, con cui il 21 ottobre 2020 debutta in UEFA Champions League nella partita vinta per 4-0 in casa del Midtjylland. Dopo aver trascorso i primi mesi di stagione subentrando saltuariamente dalla panchina, dal mese di novembre trova maggiore spazio e il 3 gennaio 2021 segna il suo primo gol con gli orobici, nella gara casalinga vinta per 5-1 contro il Sassuolo. Nella semifinale di ritorno di Coppa Italia, in casa contro il Napoli, realizza una doppietta che contribuisce alla vittoria per 3-1 e alla qualificazione alla finale.
Il 29 settembre 2021 mette a segno la rete del definitivo 1-0 nella vittoria casalinga contro gli svizzeri dello Young Boys, nella seconda giornata della fase a gironi di Champions League: si tratta della sua prima rete in carriera in tale competizione e, più in generale, nelle competizioni UEFA per club: grazie a tale gol i bergamaschi ottengono peraltro la loro unica vittoria stagionale nella competizione.

#### Ritorno al Monza
Il 6 luglio 2022 Pessina ritorna al Monza (neopromossa in Serie A per la prima volta nella sua storia) in prestito annuale dall'Atalanta, con diritto ed obbligo condizionale di riscatto. Gli viene subito assegnata la fascia di capitano, ed il 2 ottobre segna il primo gol stagionale con i brianzoli, nel successo per 3-0 in casa della Sampdoria. Con la salvezza del Monza in Serie A, scatta l'obbligo di riscatto del cartellino. Dopo le 5 reti in 35 presenze nella stagione 2022-2023, nella stagione 2023-2024 contribuisce con 33 presenze e 6 reti alla seconda salvezza consecutiva del club brianzolo. Nella stagione 2024-2025, chiusa dal Monza all'ultimo posto in classifica, a causa degli infortuni gioca solamente 11 partite (tutte nella prima parte della stagione) in campionato e 2 partite in Coppa Italia (competizione in cui segna la sua unica rete stagionale).

### Nazionale
Tra il 2015 ed il 2016 ha totalizzato 4 presenze con la maglia dell'Under-19. Successivamente nel 2016 ha giocato anche 2 partite con l'Under-20.
Nel 2017 Pessina è convocato per disputare il campionato del mondo Under-20 in Corea del Sud: esordisce nella manifestazione nella prima giornata della fase a gironi, il 21 maggio 2017, giocando da titolare la partita persa per 1-0 contro l'Uruguay. Con i compagni otterrà la medaglia di bronzo nella competizione.
Il 5 ottobre 2017 esordisce nella nazionale Under-21, subentrando dalla panchina nella partita amichevole vinta per 6-2 sul campo dell'Ungheria. Ottiene in totale 9 presenze con gli Azzurrini nella gestione del tecnico Luigi Di Biagio.
Convocato per la prima volta dal CT Roberto Mancini, esordisce in nazionale maggiore l'11 novembre 2020, all'età di 23 anni, subentrando a Tonali nel corso dell’amichevole vinta 4-0 contro l’Estonia a Firenze. Il 28 maggio 2021 realizza le sue prime reti in nazionale, segnando una doppietta nella partita amichevole vinta per 7-0 contro San Marino a Cagliari. Inizialmente escluso dalla lista dei 26 convocati per il Campionato europeo, il 7 giugno viene convocato in sostituzione dell'infortunato Stefano Sensi. Il 20 giugno esordisce da titolare e segna il gol vittoria nella terza gara della fase a gironi, vinta 1-0 contro il Galles; subentra dalla panchina e va nuovamente a segno anche nella partita successiva contro l'Austria, valida per gli ottavi di finale, e vinta per 2-1 dopo i tempi supplementari dall'Italia. Gioca complessivamente quattro partite nella manifestazione e l'11 luglio si laurea campione d'Europa al termine della finale di Wembley vinta ai rigori contro l'Inghilterra.
Il 30 settembre 2021 viene inserito tra i 23 convocati per la fase finale della UEFA Nations League, ma a causa di un infortunio è costretto a saltare la manifestazione.
Il 20 novembre 2022 scende in campo nell'amichevole persa 2-0 contro l'Austria, diventando il primo calciatore nella storia del Monza a giocare per l'Italia.

## Statistiche

### Presenze e reti nei club
Statistiche aggiornate al 10 novembre 2024.
| Stagione        | Squadra         | Campionato      | Campionato | Campionato | Coppe nazionali | Coppe nazionali | Coppe nazionali | Coppe continentali | Coppe continentali | Coppe continentali | Altre coppe | Altre coppe | Altre coppe | Totale | Totale |
| Stagione        | Squadra         | Comp            | Pres       | Reti       | Comp            | Pres            | Reti            | Comp               | Pres               | Reti               | Comp        | Pres        | Reti        | Pres   | Reti   |
| --------------- | --------------- | --------------- | ---------- | ---------- | --------------- | --------------- | --------------- | ------------------ | ------------------ | ------------------ | ----------- | ----------- | ----------- | ------ | ------ |
| 2013-2014       | Monza           | LP-2D           | 0          | 0          | CI-LP           | 3               | 0               | -                  | -                  | -                  | -           | -           | -           | 3      | 0      |
| 2014-2015       | Monza           | LP              | 20+2       | 3+3        | CI+CI-LP        | 0+1             | 0               | -                  | -                  | -                  | -           | -           | -           | 23     | 6      |
| 2015-gen. 2016  | Lecce           | LP              | 3          | 0          | CI+CI-LP        | 0+1             | 0               | -                  | -                  | -                  | -           | -           | -           | 4      | 0      |
| gen.-giu. 2016  | Catania         | LP              | 1          | 0          | CI+CI-LP        | -               | -               | -                  | -                  | -                  | -           | -           | -           | 1      | 0      |
| 2016-2017       | Como            | LP              | 35+1       | 9+0        | CI+CI-LP        | 2+3             | 0               | -                  | -                  | -                  | -           | -           | -           | 41     | 9      |
| 2017-2018       | Spezia          | B               | 38         | 2          | CI              | -               | -               | -                  | -                  | -                  | -           | -           | -           | 38     | 2      |
| 2018-2019       | Atalanta        | A               | 12         | 0          | CI              | 2               | 0               | UEL                | 5                  | 0                  | -           | -           | -           | 19     | 0      |
| 2019-2020       | Verona          | A               | 35         | 7          | CI              | -               | -               | -                  | -                  | -                  | -           | -           | -           | 35     | 7      |
| 2020-2021       | Atalanta        | A               | 28         | 2          | CI              | 5               | 2               | UCL                | 7                  | 0                  | -           | -           | -           | 40     | 4      |
| 2021-2022       | Atalanta        | A               | 27         | 1          | CI              | 2               | 0               | UCL+UEL            | 4+4                | 1+0                | -           | -           | -           | 37     | 2      |
| Totale Atalanta | Totale Atalanta | Totale Atalanta | 67         | 3          |                 | 9               | 2               |                    | 20                 | 1                  |             | -           | -           | 96     | 6      |
| 2022-2023       | Monza           | A               | 35         | 5          | CI              | 1               | 0               | -                  | -                  | -                  | -           | -           | -           | 36     | 5      |
| 2023-2024       | Monza           | A               | 37         | 6          | CI              | 1               | 0               | -                  | -                  | -                  | -           | -           | -           | 38     | 6      |
| 2024-2025       | Monza           | A               | 11         | 0          | CI              | 2               | 1               | -                  | -                  | -                  | -           | -           | -           | 13     | 1      |
| Totale Monza    | Totale Monza    | Totale Monza    | 103+2      | 14+3       |                 | 8               | 1               |                    | -                  | -                  |             | -           | -           | 113    | 18     |
| Totale carriera | Totale carriera | Totale carriera | 285        | 38         |                 | 23              | 3               |                    | 20                 | 1                  |             | -           | -           | 328    | 42     |

### Cronologia presenze e reti in nazionale
| Cronologia completa delle presenze e delle reti in nazionale ― Italia | Cronologia completa delle presenze e delle reti in nazionale ― Italia | Cronologia completa delle presenze e delle reti in nazionale ― Italia | Cronologia completa delle presenze e delle reti in nazionale ― Italia | Cronologia completa delle presenze e delle reti in nazionale ― Italia | Cronologia completa delle presenze e delle reti in nazionale ― Italia | Cronologia completa delle presenze e delle reti in nazionale ― Italia | Cronologia completa delle presenze e delle reti in nazionale ― Italia |
| Data                                                                  | Città                                                                 | In casa                                                               | Risultato                                                             | Ospiti                                                                | Competizione                                                          | Reti                                                                  | Note                                                                  |
| --------------------------------------------------------------------- | --------------------------------------------------------------------- | --------------------------------------------------------------------- | --------------------------------------------------------------------- | --------------------------------------------------------------------- | --------------------------------------------------------------------- | --------------------------------------------------------------------- | --------------------------------------------------------------------- |
| 11-11-2020                                                            | Firenze                                                               | Italia                                                                | 4 – 0                                                                 | Estonia                                                               | Amichevole                                                            | -                                                                     | 46’                                                                   |
| 25-3-2021                                                             | Parma                                                                 | Italia                                                                | 2 – 0                                                                 | Irlanda del Nord                                                      | Qual. Mondiali 2022                                                   | -                                                                     | 84’                                                                   |
| 28-3-2021                                                             | Sofia                                                                 | Bulgaria                                                              | 0 – 2                                                                 | Italia                                                                | Qual. Mondiali 2022                                                   | -                                                                     | 87’                                                                   |
| 31-3-2021                                                             | Vilnius                                                               | Lituania                                                              | 0 – 2                                                                 | Italia                                                                | Qual. Mondiali 2022                                                   | -                                                                     | 32’ 62’                                                               |
| 28-5-2021                                                             | Cagliari                                                              | Italia                                                                | 7 – 0                                                                 | San Marino                                                            | Amichevole                                                            | 2                                                                     | 86’                                                                   |
| 16-6-2021                                                             | Roma                                                                  | Italia                                                                | 3 – 0                                                                 | Svizzera                                                              | Euro 2020 - 1º turno                                                  | -                                                                     | 87’                                                                   |
| 20-6-2021                                                             | Roma                                                                  | Italia                                                                | 1 – 0                                                                 | Galles                                                                | Euro 2020 - 1º turno                                                  | 1                                                                     | 79’ 87’                                                               |
| 26-6-2021                                                             | Londra                                                                | Italia                                                                | 2 – 1 dts                                                             | Austria                                                               | Euro 2020 - Ottavi di finale                                          | 1                                                                     | 67’                                                                   |
| 6-7-2021                                                              | Londra                                                                | Italia                                                                | 1 – 1 dts (4 – 2 dtr)                                                 | Spagna                                                                | Euro 2020 - Semifinale                                                | -                                                                     | 74’                                                                   |
| 5-9-2021                                                              | Basilea                                                               | Svizzera                                                              | 0 – 0                                                                 | Italia                                                                | Qual. Mondiali 2022                                                   | -                                                                     | 90’                                                                   |
| 8-9-2021                                                              | Reggio Emilia                                                         | Italia                                                                | 5 – 0                                                                 | Lituania                                                              | Qual. Mondiali 2022                                                   | -                                                                     |                                                                       |
| 29-3-2022                                                             | Konya                                                                 | Turchia                                                               | 2 – 3                                                                 | Italia                                                                | Amichevole                                                            | -                                                                     | 76’                                                                   |
| 1-6-2022                                                              | Londra                                                                | Italia                                                                | 0 – 3                                                                 | Argentina                                                             | Coppa dei Campioni CONMEBOL-UEFA 2022                                 | -                                                                     | 62’                                                                   |
| 11-6-2022                                                             | Wolverhampton                                                         | Inghilterra                                                           | 0 – 0                                                                 | Italia                                                                | UEFA Nations League 2022-2023 - 1º turno                              | -                                                                     | 87’                                                                   |
| 20-11-2022                                                            | Vienna                                                                | Austria                                                               | 2 – 0                                                                 | Italia                                                                | Amichevole                                                            | -                                                                     | 46’                                                                   |
| 26-3-2023                                                             | Ta' Qali                                                              | Malta                                                                 | 0 – 2                                                                 | Italia                                                                | Qual. Euro 2024                                                       | 1                                                                     |                                                                       |
| Totale                                                                |                                                                       | Presenze                                                              | 16                                                                    |                                                                       | Reti                                                                  | 5                                                                     |                                                                       |

| Cronologia completa delle presenze e delle reti in nazionale ― Italia under 21 | Cronologia completa delle presenze e delle reti in nazionale ― Italia under 21 | Cronologia completa delle presenze e delle reti in nazionale ― Italia under 21 | Cronologia completa delle presenze e delle reti in nazionale ― Italia under 21 | Cronologia completa delle presenze e delle reti in nazionale ― Italia under 21 | Cronologia completa delle presenze e delle reti in nazionale ― Italia under 21 | Cronologia completa delle presenze e delle reti in nazionale ― Italia under 21 | Cronologia completa delle presenze e delle reti in nazionale ― Italia under 21 |
| Data                                                                           | Città                                                                          | In casa                                                                        | Risultato                                                                      | Ospiti                                                                         | Competizione                                                                   | Reti                                                                           | Note                                                                           |
| ------------------------------------------------------------------------------ | ------------------------------------------------------------------------------ | ------------------------------------------------------------------------------ | ------------------------------------------------------------------------------ | ------------------------------------------------------------------------------ | ------------------------------------------------------------------------------ | ------------------------------------------------------------------------------ | ------------------------------------------------------------------------------ |
| 5-10-2017                                                                      | Budapest                                                                       | Ungheria under 21                                                              | 2 – 6                                                                          | Italia under 21                                                                | Amichevole                                                                     | -                                                                              | 60’                                                                            |
| 10-10-2017                                                                     | Ferrara                                                                        | Italia under 21                                                                | 4 – 0                                                                          | Marocco under 21                                                               | Amichevole                                                                     | -                                                                              | 76’                                                                            |
| 27-3-2018                                                                      | Novi Sad                                                                       | Serbia under 21                                                                | 0 – 1                                                                          | Italia under 21                                                                | Amichevole                                                                     | -                                                                              | 80’                                                                            |
| 25-5-2018                                                                      | Estoril                                                                        | Portogallo under 21                                                            | 3 – 2                                                                          | Italia under 21                                                                | Amichevole                                                                     | -                                                                              | 68’                                                                            |
| 29-5-2018                                                                      | Besançon                                                                       | Francia under 21                                                               | 1 – 1                                                                          | Italia under 21                                                                | Amichevole                                                                     | -                                                                              | 90’                                                                            |
| 11-9-2018                                                                      | Cagliari                                                                       | Italia under 21                                                                | 3 – 1                                                                          | Albania under 21                                                               | Amichevole                                                                     | -                                                                              |                                                                                |
| 15-10-2018                                                                     | Vicenza                                                                        | Italia under 21                                                                | 2 – 0                                                                          | Tunisia under 21                                                               | Amichevole                                                                     | -                                                                              | 79’                                                                            |
| 15-11-2018                                                                     | Ferrara                                                                        | Italia under 21                                                                | 1 – 2                                                                          | Inghilterra under 21                                                           | Amichevole                                                                     | -                                                                              | 81’                                                                            |
| 19-11-2018                                                                     | Reggio Emilia                                                                  | Italia under 21                                                                | 1 – 2                                                                          | Germania under 21                                                              | Amichevole                                                                     | -                                                                              | 70’                                                                            |
| Totale                                                                         |                                                                                | Presenze                                                                       | 9                                                                              |                                                                                | Reti                                                                           | 0                                                                              |                                                                                |

## Palmarès

### Nazionale
- Campionato d'Europa: 1

Europa 2020